# Дунаи, Янош
Янош Дунаи (венг. Dunai János; 26 июня 1937, Гара, Бач-Кишкун — 13 февраля 2025, Печ) — венгерский футболист, нападающий. Футбольный тренер. Бронзовый призёр Олимпийских игр 1960.

## Клубная карьера
В 1954—1959 годах играл за футбольный клуб «Баджаи», который в сезонах 1957/58 и 1958/59 участвовал в турнирах третьего дивизиона чемпионата Венгрии. В 1959 году перешёл в «Печ», в составе которого играл в первом дивизионе. Лучшим для Дунаи стал чемпионат Венгрии 1959/60, в котором он сыграл 21 матч и забил 15 голов.

## Сборная Венгрии
22 мая 1960 года сыграл единственный матч за сборную Венгрии против Англии, Венгрия выиграла со счётом 2:0.
В августе-сентябре 1960 года принял участие в олимпийском футбольном турнире. На групповом этапе сыграл 2 матча и забил 4 мяча (Перу-2, Франция-2). Играл в полуфинале против Дании (0:2) и в матче за третье место против Италии (2:1, забил победный гол).

## Тренерская карьера
В 1970-е и 1980-е тренировал ряд венгерских футбольный клубов.

### Смерть
Умер 13 февраля 2025 года в Пече в возрасте 87 лет.

## Достижения
- Бронзовый призёр летних Олимпийских игр: 1960